# Ärjänsaari (ö i Kajanaland)
Ärjänsaari är en ö i Finland. Den ligger i Ule träsk och i kommunen Kajana i den ekonomiska regionen  Kajana ekonomiska region  och landskapet Kajanaland, i den centrala delen av landet, 500 km norr om huvudstaden Helsingfors. Öns area är 2,67 kvadratkilometer och dess största längd är 4,2 kilometer i öst-västlig riktning.